# Salmo 51

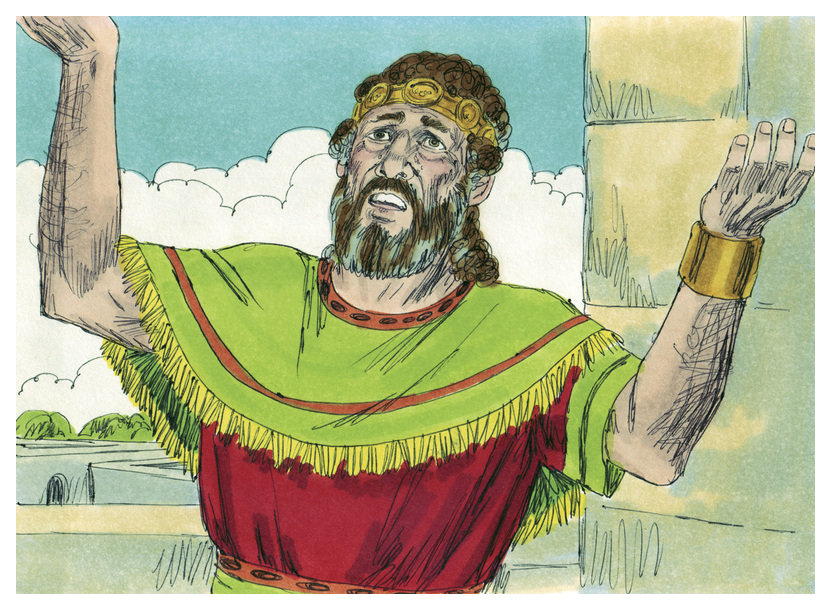
O arrependido Rei Davi canta o Salmo 51

O Salmo 51 (na numeração grega, Salmo 50), tradicionalmente chamado de Miserere (seu incipit em latim), é um dos salmos penitenciais.
Seu texto começa com as palavras Miserere mei, Deus ("Senhor, tende misericórdia de mim"), o que fez com que viesse a ser conhecido por Miserere, nome que o texto recebe, inclusive, quando usado em diversas obras musicais.

## Texto
O Salmo 51 foi escrito originalmente na língua hebraica, e está dividido em 19 versículos .

### Versão Almeida Corrigida Fiel
O texto a seguir está relatado conforme a versão Almeida Corrigida Fiel:
1. Tem misericórdia de mim, ó Deus, segundo a tua benignidade; apaga as minhas transgressões, segundo a multidão das tuas misericórdias.
2. Lava-me completamente da minha iniqüidade, e purifica-me do meu pecado.
3. Porque eu conheço as minhas transgressões, e o meu pecado está sempre diante de mim.
4. Contra ti, contra ti somente pequei, e fiz o que é mal à tua vista, para que sejas justificado quando falares, e puro quando julgares.
5. Eis que em iniqüidade fui formado, e em pecado me concebeu minha mãe.
6. Eis que amas a verdade no íntimo, e no oculto me fazes conhecer a sabedoria.
7. Purifica-me com hissopo, e ficarei puro; lava-me, e ficarei mais branco do que a neve.
8. Faze-me ouvir júbilo e alegria, para que gozem os ossos que tu quebraste.
9. Esconde a tua face dos meus pecados, e apaga todas as minhas iniqüidades.
10. Cria em mim, ó Deus, um coração puro, e renova em mim um espírito reto.
11. Não me lances fora da tua presença, e não retires de mim o teu Espírito Santo.
12. Torna a dar-me a alegria da tua salvação, e sustém-me com um espírito voluntário.
13. Então ensinarei aos transgressores os teus caminhos, e os pecadores a ti se converterão.
14. Livra-me dos crimes de sangue, ó Deus, Deus da minha salvação, e a minha língua louvará altamente a tua justiça.
15. Abre, Senhor, os meus lábios, e a minha boca entoará o teu louvor.
16. Pois não desejas sacrifícios, senão eu os daria; tu não te deleitas em holocaustos.
17. Os sacrifícios para Deus são o espírito quebrantado; a um coração quebrantado e contrito não desprezarás, ó Deus.
18. Faze o bem a Sião, segundo a tua boa vontade; edifica os muros de Jerusalém.
19. Então te agradarás dos sacrifícios de justiça, dos holocaustos e das ofertas queimadas; então se oferecerão novilhos sobre o teu altar.

## Liturgia
Este salmo é utilizado frequentemente em diversas tradições litúrgicas, por sua mensagem de humildade e arrependimento.
O versículo 15 é recitado como um prefácio à Amidá, a oração central do Sidur, a liturgia judaica.
Como um salmo penitencial, o salmo 50 (na numeração do Septuaginta) é um dos salmos utilizados mais frequentemente na Igreja Ortodoxa, e nas Igrejas Católicas Orientais que seguem o rito bizantino. É incluído, tipicamente, durante o Mistério do Arrependimento (correspondente ao sacramento da penitência), nas orações pessoais cotidianas, e em muitas das funções litúrgicas. As diversas funções da Hora Canônica podem ser combinadas em três agregados (noite, manhã e tarde), arranjadas de tal maneira que o salmo 50 seja lido durante cada agregado.
No Agpeya, o livro de horas da Igreja Copta, o salmo é recitado em cada ofício ao longo do dia, como uma oração de confissão e arrependimento.
No cristianismo ocidental, o salmo 51 também é usado liturgicamente. Na Igreja Latina este salmo pode ser designado por um padre a um fiel como penitência, depois da confissão. O versículo 7 é cantado tradicionalmente enquanto o padre asperge água benta sobre a congregação antes da missa, em um ritual conhecido como Asperges me, duas primeiras palavras do versículo em latim. O salmo 51 está também associado com a quarta-feira de cinzas.

## Música
O Miserere foi um texto utilizado frequentemente na música litúrgica católica antes do Concílio Vaticano II. A maioria dos temas, utilizados quase sempre durante o ofício de trevas, estão num estilo falsobordone simples. Durante o Renascimento muitos compositores escreveram sobre o texto. A primeira obra polifônica que o utilizou, provavelmente datada da década de 1480, foi feita por Johannes Martini, um compositor que trabalhava para a Casa de Este, em Ferrara. O Miserere polifônico de Josquin des Prez, composto provavelmente em 1503 ou 1504, também em Ferrara, foi inspirado, provavelmente, na meditação Infelix ego, composta no cárcere por Girolamo Savonarola, que fora condenado à execução na fogueira cinco anos antes. Posteriormente, no século XVI, Orlande de Lassus compôs um Miserere elaborado, como parte de seus Salmos Penitenciais, e Palestrina, Andrea Gabrieli, Giovanni Gabrieli e Carlo Gesualdo também escreveram música para o texto. Antonio Vivaldi pode ter composto um ou mais Misereres, porém estas composições foram perdidas, com apenas dois motetos introdutórios tendo sobrevivido. Johann Sebastian Bach e Giovanni Battista Pergolesi também teriam composto Misereres.
Uma das versões mais conhecidas é o Miserere composto no século XVII pelo compositor Gregorio Allegri, da escola romana. De acordo com uma célebre história, o jovem Wolfgang Amadeus Mozart, com apenas catorze anos de idade, ouviu a peça sendo executada na Capela Sistina, no dia 11 de abril de 1770, e, depois de retornar ao lugar onde passaria a noite, conseguiu reescrever toda a partitura de memória. Mozart então teria retornado um ou dois dias depois para ouvir a peça e corrigir os poucos erros de sua transcrição. O fato do coro final incorporar uma harmonia de dez vozes ressalta o prodígio do gênio do jovem Mozart. A obra também é conhecida por possuir diversos dós altos nos solos dos sopranos infantis.
Entre os compositores modernos que escreveram versões notáveis do Miserere estão Michael Nyman e Arvo Pärt.